# Maria Rørbye Rønn

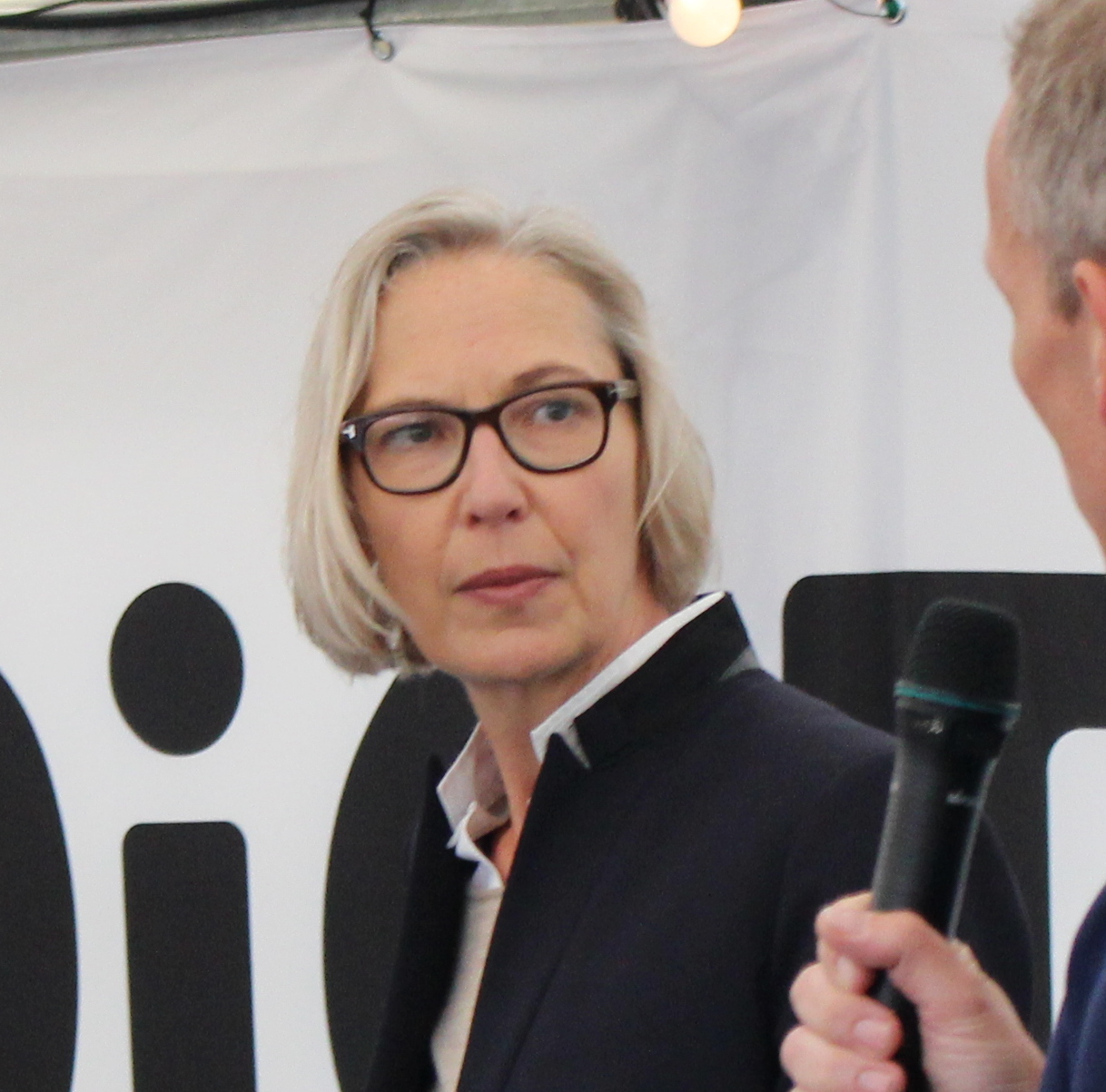
Maria Rørbye Rønn, 2016

Maria Rørbye Rønn (* 25. Januar 1964) ist eine dänische Juristin und Generaldirektorin von Danmarks Radio (DR).
Rønn hat einen Abschluss in Rechtswissenschaften der Universität Kopenhagen. Zuvor war sie im Justizministerium und im Kulturministerium beschäftigt, bevor sie 1995 zum DR kam. Hier begann sie in der Abteilung Urheberrecht und wurde 2001 Leiterin von DR Recht. Im Jahr 2007 wurde ihr Mandat ausgeweitet, so dass sie den Titel Leiterin DR Recht, Politik und Strategie bekam. Als Kenneth Plummer DR am 28. Oktober 2010 verließ, wurde sie geschäftsführende Generaldirektorin und am 6. Februar 2011 wählte sie der Vorstand zur neuen Generaldirektorin.
Morten Hesseldahl, Lisbeth Knudsen und Ulrik Haagerup waren andere Kandidaten für den Posten, aber Rønn machte im Konsens des Vorstands das Rennen.
Maria Rørbye Rønn ist verheiratet und Mutter zweier Kinder.